# قوس پشتی مچ دست
قوس پشتی مچ دست یا قوس پشتی کارپال ("شبکه کارپ پشتی"، "قوس کارپ خلفی") (به انگلیسی: Dorsal carpal arch) یک اصطلاح تشریحی برای بیان (آناستوموز) از کارپال پشتی است. شاخه شریان رادیال و شاخه کارپ پشتی شریان اولنار نزدیک پشت مچ را توضیح می‌دهد.
شاخه‌های پشتی مچ دست از هر دو شریان اولنار و رادیال تشکیل شده‌است. همچنین با شریان بین استخوانی قدامی و شریان بین استخوانی خلفی آناستوموز می‌شود. قوس سه شریان متاکارپ پشتی را ایجاد می‌کند.